# Перкенко
Перкенко (исп. Perquenco) — посёлок в Чили. Административный центр одноимённой коммуны. Население — 2929 человек (2002). Посёлок и коммуна входит в состав провинции Каутин и области Араукания. С 1860 по 1862 год — столица эфемерного государства Королевство Араукания и Патагония.
Территория коммуны — 330,7 км². Численность населения — 6815 жителей (2007). Плотность населения — 20,61 чел./км².

## Расположение
Посёлок расположен в 38 км на северо-восток от административного центра области города Темуко.
Коммуна граничит:
- на севере — c коммуной Виктория
- на юге — c коммуной Лаутаро
- на западе — c коммуной Гальварино
- на северо-западе — c коммуной Трайгуен

## Демография
Согласно сведениям, собранным в ходе переписи Национальным институтом статистики, население коммуны составляет 6815 человек, из которых 3493 мужчины и 3322 женщины.
Население коммуны составляет 0,73 % от общей численности населения области Араукания. 62,12 % относится к сельскому населению и 37,88 % — городское население.